# Zeitzonenarbitrage
Zeitzonenarbitrage ist ein Fachausdruck im Wertpapierhandel und bezeichnet eine Form des Market Timings, bei der Kursfeststellungen an Börsen in unterschiedlichen Zeitzonen ausgenutzt werden. Der Ausdruck wird oft auch im Zusammenhang mit dem Late Trading genannt.
Zeitzonenarbitrage bezeichnet die kurzfristige, systematische Spekulation mit offenen Investmentfonds durch Ausnutzung kleiner Kursdifferenzen, die zwischen Schlusskursen der Fonds an den verschiedenen Börsenplätzen bestehen können. Dabei wird eine Korrelation der Fondspreise mit Basis-Indizes vorausgesetzt. Laut Gomolka (2007) bedeutet Zeitzonenarbitrage, einen Investmentfonds kurz vor Orderannahmeschluss zu kaufen, wenn Kursveränderungen am nächsten Tag vorhergesehen werden können und der Fondspreis aus alten – nicht aktualisierten – Schlusskursen zusammengesetzt ist. Late Trading hingegen bezieht sich auf den Handel mit bekannten Fondspreisen und ist in Deutschland und USA illegal.
Zeitzonenarbitrage ist zwar nicht illegal, hat aber schon wiederholt für Finanzskandale gesorgt. Ein Normalanleger kann keine Zeitzonenarbitrage betreiben und die Fondsgesellschaften garantieren ihren Anlegern in der Regel, solchen Handel nicht zu betreiben, weil er das Kursniveau des gesamten Fonds belastet. Erlauben Fondsgesellschaften dennoch bevorzugten Großkunden, diese Preisunterschiede auf internationalen Finanzmärkten für Arbitragegeschäfte auszunutzen, stellt dies einen Verstoß gegen die Treuhandpflicht der Gesellschaft dar.

## Quelle
- Gomolka, Johannes (2007): Die zwei Gesichter der deutschen Fondsbranche - Cut Off Zeit und Zeitzonenarbitrage, in: R. Jasny (Hrsg.), Frankfurter Schriften zur Banking und Finance, Nr. 6, Stuttgart Ibidem Verlag.